# 미국 기술평가원
기술평가원(OTA)은 1972년부터 1995년까지 존재했던 미국 의회의 입법보조기관이다.
미국 의회조사국(CRS), 의회예산처(CBO), 미국 연방회계감사원(GAO)과 함께 미국 의회의 4대 입법보조기관 중 하나였다.

## 같이 보기
- 미국 의회조사국(CRS)
- 의회예산처(CBO)
- 미국 연방회계감사원(GAO)